# Хуан Вэньи
Хуа́н Вэньи́ (кит. упр. 黄文仪, пиньинь Huáng Wényí, род.6 марта 1991) — китайская спортсменка, гребец, призёр Олимпийских игр.

## Биография
Хуан Вэньи родилась в 1991 году в уезде Чаоян городского округа Шаньтоу провинции Гуандун. В 2002 году поступила в шаньтоускую спортшколу, в 2009 году вошла в национальную сборную.
В 2010 году Хуан Вэньи завоевала золотую медаль Азиатских игр. В 2012 году Хуан Вэньи в паре с Сюй Дунсян завоевала серебряную медаль Олимпийских игр.